# موزاییک (فیلم)
موزاییک (انگلیسی: Mosaic) فیلمی در ژانر ابرقهرمانی به کارگردانی روی آلن اسمیت است که در سال ۲۰۰۷ منتشر شد. از بازیگران آن می‌توان به آنا پاکوین، گری چاک، و کام کلرک اشاره کرد.